# Вилијамстон (Јужна Каролина)
Вилијамстон (енгл. Williamston) град је у америчкој савезној држави Јужна Каролина.

## Демографија
По попису из 2010. године број становника је 3.934, што је 143 (3,8%) становника више него 2000. године.
| Група             | 2000.         | 2010.         |
| Белци             | 3.040 (80,2%) | 3.251 (82,6%) |
| Афроамериканци    | 670 (17,7%)   | 521 (13,2%)   |
| Азијати           | 4 (0,1%)      | 5 (0,1%)      |
| Хиспаноамериканци | 66 (1,7%)     | 112 (2,8%)    |
| Укупно            | 3.791         | 3.934         |